# A Greve
A Greve (em russo:  Стачка, transl. Stachka    ) é um filme mudo soviético de 1925, realizado por Serguei Eisenstein. Foi o primeiro longa destacado de Einseinstein, sendo que o seu filme seguinte, Bronenosets Potyomkin, foi produzido no mesmo ano. 
É composto de seis atos e, a princípio, deveria ser o primeiro de uma série de sete filmes,:16 que acabaram por ser cancelados. :154
O tema do filme é uma greve de trabalhadores de fábrica que teve lugar em 1903,  na Rússia pré-revolucionária, e posterior repressão ao movimento. Em vários momentos o filme apresenta imagens de animais como metáfora para a condição de vida dos trabalhadores. É  famosa a sequência, perto do final, em que Einsenstein usa o recurso de cross-cutting em uma cena de repressão contra aos grevistas, na qual são superpostas cenas de gado sendo abatido.:54 O filme também aborda o coletivismo em oposição ao individualismo. O esforço coletivo e as coletivizações também são temas centrais em Bronenosets Potyomkin, do mesmo diretor.:pp 63

## Enredo
O filme começa com uma citação de Vladimir Lenin::51
| “ | A força da classe trabalhadora é a organização. Sem organização das massas, o proletariado não é nada; organizado é tudo. Ser organizado significa unidade da ação, unidade da atividade prática. | ” |
|   | — Vladimir Lenin. |   |

### На заводе всё спокойно / Na fábrica tudo está quieto
Usando tipografia, a palavra  "но" (mas)  aparece no título do capítulo que então se movimenta e se transforma em uma  máquina em movimento.:54 A administração está espionando os trabalhadores e revisa uma lista de agentes infiltrados entre eles. O clima está tenso, e os agitadores e bolcheviques estão planejando uma greve antes de alguns eventos-chave.

### Повод к стачке /Uma razão para fazer greve
Um Micrómetro, no valor de 25 rublos ou 3 semanas de trabalho, é roubado. Os trabalhadores saem correndo da sala de máquinas e encontram resistência na sala de fundição. Os grevistas jogam pedras e pedaços de metal nas janelas. Então, presa dentro do complexo, a multidão se dirige para os escritórios. Os operários forçam a abertura dos portões e depois se dispersam.

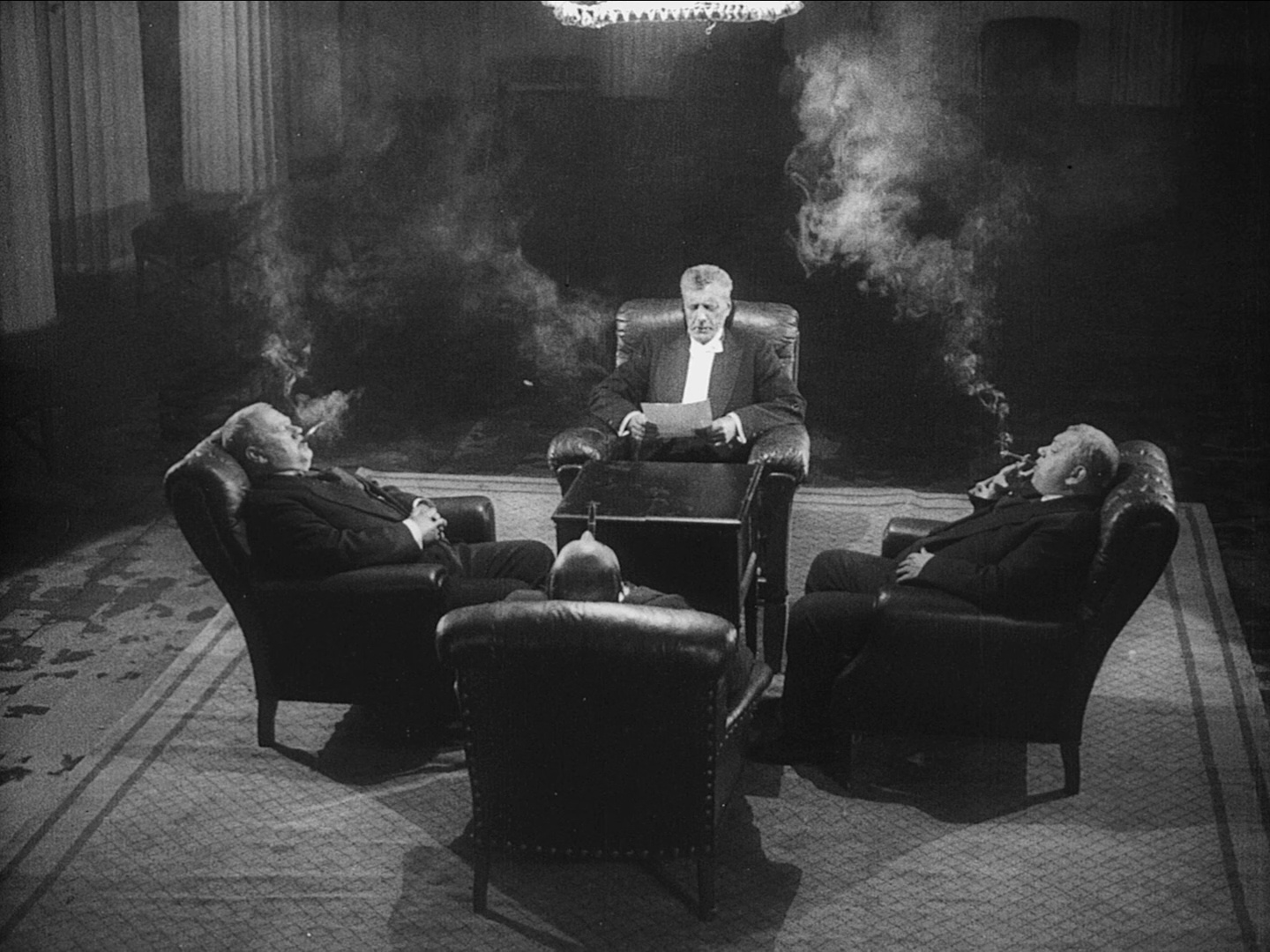
Acionistas discutem as demandas

### Завод замер / A fábrica perde força
O capítulo começa com a filmagem de patinhos, gatinhos, leitões e gansos. Ironicamente, uma criança acorda seu pai para trabalhar, quando não existe trabalho a fazer, eles riem e brincam. 
A fábrica é mostrada desocupada e com alguns passarinhos vagando. O dono da  fábrica está frustrado com os pedidos que chegam e com a paralisação. As demandas dos trabalhadores são apresentadas: jornada diária de 8 horas (6 horas para os menores de idade), tratamento mais justo pelos administradores e aumento de 30% nos salários. Os acionistas  leem as demandas para o diretor e  discutem calorosamente enquanto fumam e bebem.
Provavelmente a pedido da administração, a polícia faz uma batida entre os trabalhadores, e eles sentam para protestar. 
Na reunião, os acionistas usam o documento com as demandas dos trabalhadores para limpar um líquido derramado. Um espremedor de frutas aparece, metaforicamente, representando a pressão que os acionistas pretendem exercer sobre os trabalhadores.

### Стачка затягивается / A greve é desencadeada
Uma briga ocorre entre um homem e uma mulher; ela sai. Outro homem procura, em sua casa, coisas para vender no mercado de pulgas, irritando sua família. É mostrada uma carta, segundo a qual os administradores rejeitam as demandas dos trabalhadores. Usando uma câmera escondida em seu bolso, um espião chamado Coruja fotografa alguém roubando a carta. As fotos são passadas para outro espião. O homem é espancado, capturado e espancado novamente.

### Провокация на разгром / Provocação e desastre
A cena começa com gatos mortos, pendurados em uma estrutura. Um personagem é introduzido , o Rei, cujo trono é feito de automóveis, em meio ao lixo, e que lidera uma comunidade que vive em enormes barris semienterrados (somente os topos ficam desenterrados, acima do chão). Depois de uma negociação com agentes da polícia do tsar, Rei contrata alguns membros da sua comunidade para colocar fogo, destruir e pilhar uma loja de bebidas. Uma multidão se aglomera ao redor da loja incendiada enquanto o alarme é acionado.

### Ликвидация / Extermínio
O governo manda os militares. Uma criança caminha entre os cavalos dos soldados e sua mãe tenta buscá-lo e é atropelada. Um distúrbio começa, e a multidão é expulsa através de uma série de portões e barreiras.  A multidão é reprimida nas galerias. Um policial mata uma criança pequena. Os trabalhadores são guiados até um campo aberto. e os militarem atiram em massa. Essa cena é comparada em uma filmagem alternativa com uma vaca sendo abatida.

## Elenco
- Maksim Shtraukh — Espião da polícia
- Grigori Aleksandrov — Capataz da fábrica
- Mikhail Gomorov — Trabalhador
- I. Ivanov — Chefe da polícia
- Ivan Klyukvin —Revolucionário.
- Aleksandr Antonov — Membro do comité da greve
- Yudif Glizer — Rainha dos ladrões
- Anatoli Kuznetsov
- Vera Yanukova
- Vladimir Uralsky (as V. Uralsky)
- M. Mamin